# اوفوک بوداک
اوفوک بوداک (انگلیسی: Ufuk Budak؛ زادهٔ ۲۶ مهٔ ۱۹۹۰) بازیکن فوتبال اهل ترکیه است.
از باشگاه‌هایی که در آن بازی کرده‌است می‌توان به باشگاه فوتبال غازی عینتاب‌اسپور، باشگاه فوتبال اولم ۱۸۴۶، باشگاه فوتبال اسکی‌شهراسپور، باشگاه فوتبال فرایبورگ، و باشگاه ورزشی غازی عینتاب اف.کی اشاره کرد.
وی همچنین در تیم‌های ملی فوتبال زیر ۲۱ سال جمهوری آذربایجان و جمهوری آذربایجان بازی کرده‌است.